# Playa Tlacopanocha
La playa Tlaco de Panocha, o simplemente Tlacopanocha, es una pequeña playa ubicada en el puerto de Acapulco, Guerrero, en el sur de México. Se localiza en centro del puerto, junto al malecón y sobre la Avenida Costera Miguel Alemán de dicha ciudad, dentro de la zona turística denominada como Acapulco Tradicional. Geográficamente se ubica al sursudoeste de la bahía de Acapulco, en las coordenadas 16°50′43.14″N 99°54′28.00″O / 16.8453167, -99.9077778. Tiene una longitud aproximada de  100 m y se encuentra a unos 290 m de la Plaza Álvarez, principal plaza del puerto.
La playa cuenta con un escaso oleaje, semejante a las de Caleta y Caletilla, y es ideal para la visita de niños y personas mayores. Se caracteriza también por tener una gran actividad pesquera, por lo que es común observar en el lugar una considerable cantidad de botes y lanchas fuera de borda y dentro del agua. Desde la playa se pueden apreciar yates de pesca deportiva y algunos ejemplares que se han atrapado.

## Nombre
Antiguamente, en el área de la playa Tlacopanocha se manajeaba una moneda de madera llamada tlaco, a su vez, en este sitio los nativos vendían y compraban un dulce llamado panocha, y dado a este motivo se le fue denominado a través de los años como Tlacopanocha.

## Historia
En este lugar, el general Vicente Guerrero subió al barco El Colombo propiedad del mercenario genovés Francisco Picaluga, donde fue apresado sorpresivamente, ya que el mercenario lo traicionó para cobrar una recompensa de 50 000 pesos, propiedad de Anastasio Bustamante.